# Arroyo San Pedro
Arroyo San Pedro är en ort i Mexiko.   Den ligger i kommunen Iliatenco och delstaten Guerrero, i den sydöstra delen av landet, 270 km söder om huvudstaden Mexico City. Arroyo San Pedro ligger 953 meter över havet och antalet invånare är 506.
Terrängen runt Arroyo San Pedro är kuperad åt sydväst, men åt nordost är den bergig. Runt Arroyo San Pedro är det ganska glesbefolkat, med 45 invånare per kvadratkilometer. Närmaste större samhälle är Iliatenco, 4,2 km öster om Arroyo San Pedro. I omgivningarna runt Arroyo San Pedro växer huvudsakligen savannskog.